# Allium gillii
Allium filidens — вид рослин з родини амарилісових (Amaryllidaceae); поширений в Афганістані й Пакистані.

## Опис
Рослини до 35 см заввишки. Цибулина яйцювата, сірувато-коричнева. Листків 2–3, напівциліндричні, 0.5–1 мм завширшки, запушені. Зонтики 5–6 см упоперек, нещільні. Оцвітина вузько-дзвінчаста. Листочки оцвітини еліптичні, 4–5 мм завдовжки, пурпурувато-білі, гострі.

## Поширення
Поширення: Афганістан, Пакистан.